# 维利耶莱萨普雷
维利耶莱萨普雷（法語：Villiers-lès-Aprey，法語發音：[vilje lɛ.z‿apʁɛ]，意为“阿普雷附近的维利耶”）是法国上马恩省的一个市镇，属于朗格勒区。

## 地理
维利耶莱萨普雷（47°44'57"N, 5°12'43"E）面积7.39 平方千米，位于法国大東部大區上马恩省，该省份为法国东北部内陆省份，北起马恩省和默兹省，西接奥布省，西南接科多尔省，东南接上索恩省，东临孚日省。
与维利耶莱萨普雷接壤的市镇（或旧市镇、城区）包括：阿普雷、欧热尔、拜塞、弗拉热、勒谢。

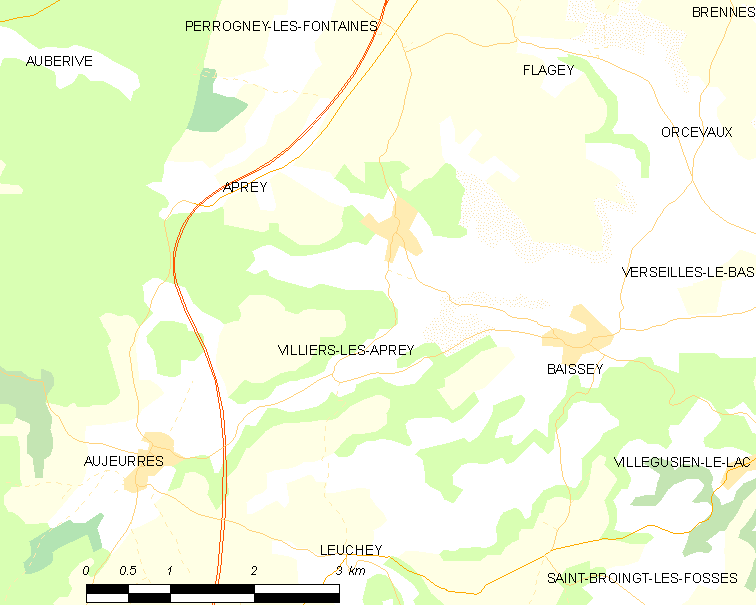
维利耶莱萨普雷的OSM定位图

维利耶莱萨普雷的时区为UTC+01:00、UTC+02:00（夏令时）。

## 行政
维利耶莱萨普雷的邮政编码为52190，INSEE市镇编码为52536。

## 政治
维利耶莱萨普雷所属的省级选区为维勒居西安勒拉克县。

## 人口

1962-2008年间维利耶莱萨普雷人口变化图示

维利耶莱萨普雷于2022年1月1日时的人口数量为47人。